# Миролюбовка (Восточно-Казахстанская область)
Миролюбовка (каз. Миролюбовка) — село в Самарском районе Восточно-Казахстанской области Казахстана. Административный центр Миролюбовского сельского округа. Код КАТО — 635055100.

## Население
В 1999 году население села составляло 739 человек (358 мужчин и 381 женщина). По данным переписи 2009 года, в селе проживал 681 человек (330 мужчин и 351 женщина).